# آكوينيت
وهو اسم قرية مجاورة (آكونيت) في الصحراء المغربية، في «الأراضي المحررة» التي كانت تسيطر عليها جبهة البوليساريو.